# BNO-10-19 – Sérülés, mérgezés és külső okok bizonyos egyéb következményei
 A BNO-kódrendszer hivatalos nemzetközi forrása az Egészségügyi Világszervezet (WHO) honlapja; az ÁEEK által finanszírozott egészségügyi ellátások tekintetében az aeek.hu az irányadó!
Az alábbi hierarchia a nyomtatott magyar kiadásnak (BNO-10, 1995) felel meg.

## Fejsérülések (S00-S09)
- S00 A fej felületes sérülése
  - S00.0 A hajas fejbőr felületes sérülése
  - S00.1 A szemhéj és szemkörüli terület zúzódása
  - S00.2 A szemhéj és szemkörüli terület egyéb felületes sérülései
  - S00.3 Az orr felületes sérülése
  - S00.4 A fül felületes sérülése
  - S00.5 Az ajak és szájüreg felületes sérülése
  - S00.7 A fej többszörös felületes sérülése
  - S00.8 A fej egyéb részének felületes sérülése
  - S00.9 A fej felületes, k.m.n. részének sérülése
- S01 A fej nyílt sebe
  - S01.0 A fejbőr nyílt sebe
  - S01.1 A szemhéj és szemkörüli terület nyílt sebe
  - S01.2 Az orr nyílt sebe
  - S01.3 A fül nyílt sebe
  - S01.4 Az arc és rágóízület területének nyílt sebe
  - S01.5 Az ajak és szájüreg nyílt sebe
  - S01.7 A fej többszörös nyílt sebe
  - S01.8 A fej egyéb területeinek sérülése
  - S01.9 A fej nyílt sebe k.m.n.
- S02 A koponya és arccsontok törése
  - S02.0 A koponyaboltozat törése
  - S02.1 A koponyaalap törése
  - S02.2 Az orrcsont törése
  - S02.3 Az orbitafenék törése
  - S02.4 Az arccsont törése
  - S02.5 A fogak törése
  - S02.6 Az állkapocs törése
  - S02.7 A koponya és arccsontok többszörös törései
  - S02.8 A koponya és arc egyéb csontjainak törései
  - S02.9 A koponya vagy arccsontok törése k.m.n.
- S03 A fej ízületeinek és szalagjainak ficama, dislocatiója és distorsiója
  - S03.0 Az állkapocs ficama
  - S03.1 Az orr porcos septumának ficama
  - S03.2 A fog ficama
  - S03.3 A koponya egyéb és meg nem nevezett részeinek ficama
  - S03.4 Az állkapocs rándulása és húzódása
  - S03.5 A fej egyéb meg nem nevezett részei ízületeinek és inainak húzódása
- S04 Az agyidegek sérülése
  - S04.0 A nervus opticus és a látópályák sérülése
  - S04.1 A nervus oculomotorius sérülése
  - S04.2 A nervus trochlearis sérülése
  - S04.3 A nervus trigeminus sérülése
  - S04.4 A nervus abducens sérülése
  - S04.5 A nervus facialis sérülése
  - S04.6 A nervus (stato-)acusticus sérülése
  - S04.7 A nervus accessorius sérülése
  - S04.8 Egyéb agyidegek sérülése
  - S04.9 K.m.n. agyideg sérülése
- S05 A szem és a szemgödör sérülése
  - S05.0 A kötőhártya sérülése és a szaruhártya horzsolódása idegentest említése nélkül
  - S05.1 A szemgolyó és szemgödör szöveteinek zúzódása
  - S05.2 A szem szakadása és repedése az intraoculáris szövet prolapsusával vagy elvesztésével
  - S05.3 A szem szakadása és repedése az intraoculáris szövet prolapsusa vagy elvesztése nélkül
  - S05.4 A szemüreg áthatoló sérülése idegentesttel vagy anélkül
  - S05.5 A szemgolyóba hatoló sérülés idegentesttel
  - S05.6 A szemgolyóba hatoló seb idegentest nélkül
  - S05.7 A szemgolyó kiszakadása
  - S05.8 A szem és szemgödör egyéb sérülései
  - S05.9 A szem és szemgödör meghatározatlan részének sérülése
- S06 Intracraniális sérülés
  - S06.0 Agyrázkódás
  - S06.1 Traumás agyvizenyő
  - S06.2 Az agy diffúz sérülése
  - S06.3 Lokalizált agysérülés
  - S06.4 Epidurális vérzés
  - S06.5 Traumás subdurális vérzés
  - S06.6 Traumás subarachnoideális vérzés
  - S06.7 Koponyaűri sérülés hosszan tartó eszméletlenséggel
  - S06.8 Egyéb koponyaűri sérülések
  - S06.9 Koponyaűri sérülés k.m.n.
- S07 A fej zúzódásos sérülése
  - S07.0 Az arc zúzódása
  - S07.1 A koponya zúzódása
  - S07.8 A fej egyéb részeinek zúzódása
  - S07.9 A fej k.m.n. részének zúzódása
- S08 A fej részleges traumás amputációja
  - S08.0 A hajas fejbőr skalpolásos leszakadása
  - S08.1 A fül traumás amputációja
  - S08.8 A fej egyéb részeinek traumás amputációja
  - S08.9 A fej k.m.n. részének traumás amputációja
- S09 A fej egyéb és k.m.n. sérülései
  - S09.0 A fej ereinek sérülése, m.n.o.
  - S09.1 A fej izomzatának és inainak sérülése
  - S09.2 A dobhártya traumás repedése
  - S09.7 A fej többszörös sérülései
  - S09.8 A fej egyéb meghatározott sérülései
  - S09.9 A fej k.m.n. sérülése

## A nyak sérülései (S10-S19)
- S10 Felületes nyaki sérülés
  - S10.0 A torok zúzódása
  - S10.1 A torok egyéb és k.m.n. felületes sérülései
  - S10.7 A nyak többszörös felületes sérülései
  - S10.8 A nyak k.m.n. részeinek sérülése
  - S10.9 A nyak k.m.n. részének felületes sérülése
- S11 A nyak nyílt sebe
  - S11.0 A gégét és légcsövet is érintő nyílt seb
  - S11.1 A pajzsmirigyet is érintő nyílt seb
  - S11.2 A garatot és nyaki nyelőcsövet is érintő nyílt seb
  - S11.7 A nyak többszörös nyílt sebe
  - S11.8 A nyak egyéb részeinek nyílt sebe
  - S11.9 A nyak k.m.n. részének nyílt sebe
- S12 A nyak törése
  - S12.0 Az első nyakcsigolya törése
  - S12.1 A második nyakcsigolya törése
  - S12.2 Egyéb megnevezett nyakcsigolya törése
  - S12.7 A nyaki gerinc többszörös törése
  - S12.8 A nyak egyéb részeinek törése
  - S12.9 A nyak k.m.n. részének törése
- S13 Ficam, dislocatio és distorsio a nyak szintjében
  - S13.0 A nyaki porckorong traumás sérülése
  - S13.1 A nyaki csigolya ficama
  - S13.2 A nyak egyéb és k.m.n. részeinek ficama
  - S13.3 A nyak többszörös ficama
  - S13.4 A nyaki gerinc rándulása és húzódása
  - S13.5 A pajzsmirigytáj rándulása és húzódása
  - S13.6 A nyak egyéb és k.m.n. részei ízületeinek és szalagjainak rándulása és húzódása
- S14 Ideg- és gerincvelősérülés a nyak szintjében
  - S14.0 A nyaki gerincvelő rázkódása oedemával
  - S14.1 A nyaki gerincvelő egyéb és k.m.n. sérülései
  - S14.2 A nyaki gerinc ideggyökének sérülése
  - S14.3 A karfonat sérülése
  - S14.4 A nyak perifériás idegeinek sérülése
  - S14.5 A nyaki szimpatikus idegek sérülése
  - S14.6 A nyak egyéb és k.m.n. idegeinek sérülése
- S15 Érsérülés a nyak szintjében
  - S15.0 A nyaki ütőér sérülése
  - S15.1 Az arteria vertebralis sérülése
  - S15.2 A vena jugularis externa sérülése
  - S15.3 A vena jugularis interna sérülése
  - S15.7 A nyaki erek többszörös sérülései
  - S15.8 Egyéb nyaki érsérülés
  - S15.9 K.m.n. nyaki érsérülés
- S16 Izom- és ínsérülés a nyak szintjében
- S17 A nyak összenyomatása
  - S17.0 A gége és légcső összenyomatása
  - S17.8 A nyak egyéb részeinek összenyomatása
  - S17.9 A nyak k.m.n. részének összenyomatása
- S18 Traumás amputáció a nyak szintjében
- S19 A nyak egyéb és k.m.n. sérülései
  - S19.7 A nyak többszörös sérülése
  - S19.8 A nyak egyéb meghatározott sérülései
  - S19.9 A nyak k.m.n. sérülése

## A mellkas sérülései (S20-S29)
- S20 A mellkas felületes sérülése
  - S20.0 Az emlő zúzódásos sérülése
  - S20.1 Az emlő egyéb és k.m.n. felületes sérülései
  - S20.2 A mellkas zúzódása
  - S20.3 A mellkas elülső falának egyéb felületes sérülései
  - S20.4 A mellkas hátulsó falának egyéb felületes sérülései
  - S20.7 A mellkas többszörös felületes sérülése
  - S20.8 A mellkas egyéb és k.m.n. részeinek felületes sérülése
- S21 A mellkas nyílt sebe
  - S21.0 Az emlő nyílt sebe
  - S21.1 Az elülső mellkasfal nyílt sebe
  - S21.2 A mellkas hátulsó falának nyílt sebe
  - S21.7 A mellkas falának többszörös nyílt sebe
  - S21.8 A mellkas egyéb részeinek nyílt sebe
  - S21.9 A mellkas k.m.n. részének nyílt sebe
- S22 A bordák, a szegycsont és a háti gerinc törése
  - S22.0 Hátcsigolya törése
  - S22.1 A háti csigolyák többszörös törése
  - S22.2 A szegycsont törése
  - S22.3 Bordatörés
  - S22.4 Többszörös bordatörés
  - S22.5 Ablakos bordatörés
  - S22.8 A csontos mellkas egyéb részeinek törése
  - S22.9 A mellkas csontjainak törése k.m.n.
- S23 A mellkas ízületeinek, és szalagjainak ficama, dislocatiója és distorsiója
  - S23.0 A háti porckorong traumás sérülése
  - S23.1 Háti csigolya ficama
  - S23.2 A mellkas egyéb és k.m.n. részeinek ficama
  - S23.3 A háti gerinc rándulása és húzódása
  - S23.4 A bordák és szegycsont rándulása és húzódása
  - S23.5 A mellkas egyéb és k.m.n. részeinek rándulása és húzódása
- S24 Ideg- és gerincvelősérülés a mellkas szintjében
  - S24.0 A háti gerincvelő rázkódása és oedemája
  - S24.1 A háti gerincvelő egyéb és k.m.n. sérülései
  - S24.2 A háti gerinc ideggyökének sérülése
  - S24.3 A mellkas perifériás idegeinek sérülése
  - S24.4 A háti szimpatikus ideg sérülése
  - S24.5 A mellkas egyéb idegeinek sérülése
  - S24.6 A mellkas k.m.n. idegének sérülése
- S25 A mellkasi erek sérülése
  - S25.0 A mellkasi aorta sérülése
  - S25.1 Az arteria subclavia és arteria anonyma sérülése
  - S25.2 A vena cava superior sérülése
  - S25.3 A vena anonyma és vena subclavia sérülése
  - S25.4 A tüdőerek sérülése
  - S25.5 A bordaközti erek sérülése
  - S25.7 Több mellkasi ér sérülése
  - S25.8 Egyéb mellkasi ér sérülése
  - S25.9 A mellkas k.m.n. ereinek sérülése
- S26 A szív sérülése
  - S26.0 Szívsérülés haemopericardiummal
  - S26.8 A szív egyéb sérülései
  - S26.9 Szívsérülés k.m.n.
- S27 Egyéb és k.m.n. intrathoracális szervek sérülése
  - S27.0 Traumás pneumothorax
  - S27.1 Traumás haemothorax
  - S27.2 Traumás haemo-pneumothorax
  - S27.3 A tüdő egyéb sérülése
  - S27.4 A hörgők sérülése
  - S27.5 A légcső mellkasi részének sérülése
  - S27.6 A mellhártya sérülése
  - S27.7 Mellkas szervek többszörös sérülései
  - S27.8 Egyéb meghatározott mellkasi szervek sérülése
  - S27.9 K.m.n. mellkasi szerv sérülése
- S28 Mellkasi összenyomatás, mellkasi traumás csonkolódás
  - S28.0 Összezúzott mellkas
  - S28.1 A mellkasfal részleges csonkolása
- S29 A mellkas egyéb és k.m.n. sérülései
  - S29.0 A mellkas izmainak és inainak sérülése
  - S29.7 A mellkas többszörös sérülése
  - S29.8 Egyéb megjelölt mellkasi sérülések
  - S29.9 A mellkas k.m.n. sérülése

## A has, a hát alsó része, az ágyéki gerinc és a medence sérülései (S30-S39)
- S30 A has, az ágyék és a medence felületes sérülése
  - S30.0 A medence és törzs alsó részének zúzódása
  - S30.1 Hasfali zúzódás
  - S30.2 A külső nemi szervek zúzódása
  - S30.7 A has, ágyék és medence többszörös felületes sérülése
  - S30.8 A has, ágyék és medence egyéb felületes sérülései
  - S30.9 A has, ágyék és medence többszörös sérülése k.m.n.
- S31 A has, ágyék és medence nyílt sebe
  - S31.0 A hát alsó részének és a medencének nyílt sebe
  - S31.1 A hasfal nyílt sebe
  - S31.2 A hímvessző nyílt sebe
  - S31.3 A herezacskó és herék nyílt sebe
  - S31.4 A hüvely és vulva nyílt sebe
  - S31.5 Egyéb és k.m.n. külső nemi szerv nyílt sebe
  - S31.7 A has, ágyék és medence többszörös nyílt sebe
  - S31.8 A has egyéb és k.m.n. részének nyílt sebe
- S32 Az ágyéki gerinc és a medence törése
  - S32.0 Az ágyéki csigolya törése
  - S32.1 A keresztcsont törése
  - S32.2 A farokcsont törése
  - S32.3 A csípőlapát törése
  - S32.4 Az acetabulum törése
  - S32.5 A szeméremcsont törése
  - S32.7 Az ágyéki csigolyák és a medence többszörös törése
  - S32.8 Az ágyéki csigolyák és a medence egyéb és k.m.n. részeinek törése
- S33 Az ágyéki gerinc és a medence ízületeinek ficama, dislocatiója és distorsiója
  - S33.0 Az ágyéki csigolya porckorongjának traumás repedése
  - S33.1 Az ágyéki csigolya ficama
  - S33.2 A sacroiliacális és sacrococcygeális ízület ficama
  - S33.3 Az ágyéki csigolya és medence egyéb és k.m.n. részének ficama
  - S33.4 A szeméremcsont ízületének traumás repedése
  - S33.5 Az ágyéki csigolya rándulása és húzódása
  - S33.6 A sacroiliacális ízület rándulása és húzódása
  - S33.7 Az ágyéki csigolyák és medence egyéb részeinek rándulása és húzódása
- S34 Idegek és az ágyéki gerincvelő sérülése a has, az ágyék és a medence szintjében
  - S34.0 Az ágyéki gerincvelő rázkódása és oedemája
  - S34.1 Az ágyéki gerincvelő egyéb sérülése
  - S34.2 Ágyéki és kereszttáji ideggyök sérülése
  - S34.3 A cauda equina sérülése
  - S34.4 A lumbosacrális plexus sérülése
  - S34.5 Az ágyéki, kereszttájéki és medencei szimpatikus idegek sérülése
  - S34.6 A has, ágyék és medence perifériás idegeinek sérülése
  - S34.8 A has, ágyék és medence k.m.n. idegeinek sérülése
- S35 Érsérülések a has, az ágyék és a medence szintjében
  - S35.0 A hasi aorta sérülése
  - S35.1 A vena cava inferior sérülése
  - S35.2 Az arteria coeliaca vagy arteria mesenterica sérülése
  - S35.3 A vena portae vagy vena lienalis sérülése
  - S35.4 A vese ereinek sérülése
  - S35.5 A medencei erek sérülése
  - S35.7 A has, ágyék és medence több erének sérülése
  - S35.8 A has, ágyék és medence egyéb ereinek sérülése
  - S35.9 A has, ágyék és medence k.m.n. ereinek sérülése
- S36 A hasüregi szervek sérülése
  - S36.0 A lép sérülése
  - S36.1 A máj vagy epehólyag sérülése
  - S36.2 A hasnyálmirigy sérülése
  - S36.3 A gyomor sérülése
  - S36.4 A vékonybél sérülése
  - S36.5 A vastagbél sérülése
  - S36.6 A végbél sérülése
  - S36.7 Több hasi szerv sérülése
  - S36.8 A hasüreg egyéb szervének sérülése
  - S36.9 A hasüreg k.m.n. szervének sérülése
- S37 A medencei szervek sérülése
  - S37.0 A vese sérülése
  - S37.1 A húgyvezeték sérülése
  - S37.2 A húgyhólyag sérülése
  - S37.3 A húgycső sérülése
  - S37.4 A petefészek sérülése
  - S37.5 A petevezeték sérülése
  - S37.6 A méh sérülése
  - S37.7 Több medencei szerv sérülése
  - S37.8 Egyéb medencei szerv sérülése
  - S37.9 A medence k.m.n. szervének sérülése
- S38 A has, ágyék és medence összenyomatásos sérülése, részleges traumás csonkolása
  - S38.0 A külső nemi szervek zúzódása
  - S38.1 A has, ágyék és medence k.m.n. részeinek zúzódása
  - S38.2 A külső nemi szervek traumás csonkolása
  - S38.3 A has, ágyék és medence egyéb és k.m.n. részének traumás csonkolása
- S39 A has, ágyék és medence egyéb és k.m.n. sérülései
  - S39.0 A has, ágyék és medence izmainak és inainak sérülése
  - S39.6 Intraabdominális és medencei szerv(ek) együttes sérülése
  - S39.7 A has, ágyék és medence többszörös sérülése
  - S39.8 A has, ágyék és medence egyéb meghatározott sérülése
  - S39.9 A has, ágyék és medence k.m.n. sérülése

## A váll és a felkar sérülései (S40-S49)
- S40 A váll és felkar felületes sérülése
  - S40.0 A váll és felkar zúzódása
  - S40.7 A váll és felkar többszörös felületes sérülése
  - S40.8 A váll és felkar egyéb felületes sérülése
  - S40.9 A váll és felkar k.m.n. felületes sérülése
- S41 A váll és a felkar nyílt sebe
  - S41.0 A váll nyílt sebe
  - S41.1 A felkar nyílt sebe
  - S41.7 A váll és felkar többszörös nyílt sebe
  - S41.8 A vállöv egyéb és k.m.n. részének nyílt sebe
- S42 A váll és a felkar törése
  - S42.0 Kulcscsont-törés
  - S42.1 Lapocka-törés
  - S42.2 A humerus proximális végének törése
  - S42.3 A humerus középső részének törése
  - S42.4 A humerus distális végének törése
  - S42.7 A kulcscsont, lapocka és felkarcsont többszörös törése
  - S42.8 A váll és felkar egyéb részeinek törése
  - S42.9 A vállöv k.m.n. részének törése
- S43 A vállöv ízületeinek és szalagjainak ficama, dislocatiója és distorsiója
  - S43.0 A váll ficama
  - S43.1 Az acromioclaviculáris ízület ficama
  - S43.2 A sternoclaviculáris ízület ficama
  - S43.3 A vállöv k.m.n. részének ficama
  - S43.4 A vállízület rándulása és húzódása
  - S43.5 Az acromioclaviculáris ízület rándulása és húzódása
  - S43.6 A sternoclaviculáris ízület rándulása és húzódása
  - S43.7 A vállöv k.m.n. részeinek rándulása és húzódása
- S44 Idegsérülés a váll és felkar szintjében
  - S44.0 A nervus ulnaris sérülése a felkar magasságában
  - S44.1 A nervus medianus sérülése a felkar magasságában
  - S44.2 A nervus radialis sérülése a felkar magasságában
  - S44.3 A nervus axillaris sérülése
  - S44.4 A nervus musculocutaneus sérülése
  - S44.5 A váll és felkar érzőidegének sérülése a váll és felkar szintjében
  - S44.7 Több ideg sérülése a váll és felkar szintjében
  - S44.8 Egyéb idegek sérülése a váll és felkar szintjében
  - S44.9 K.m.n. ideg sérülése a váll és felkar szintjében
- S45 Erek sérülése a váll és felkar szintjében
  - S45.0 Az arteria axillaris sérülése
  - S45.1 A felkar artériájának sérülése
  - S45.2 Az axilláris vagy brachiális véna sérülése
  - S45.3 A váll és felkar felületes vénájának sérülése
  - S45.7 A váll és felkar több erének sérülése
  - S45.8 A váll és felkar egyéb ereinek sérülése
  - S45.9 A váll és felkar k.m.n. erének sérülése
- S46 Izom- és ínsérülés a váll és felkar szintjében
  - S46.0 A váll rotator köpenye inának sérülése
  - S46.1 A biceps hosszú fejének izom- és ínsérülése
  - S46.2 A biceps egyéb részei izmának és inának sérülése
  - S46.3 A triceps izmának és inának sérülése
  - S46.7 A váll és felkar több izmának és inának sérülése
  - S46.8 A váll és felkar egyéb izmainak és inainak sérülése
  - S46.9 A váll és felkar k.m.n. izmának és inának sérülése
- S47 A váll és felkar összenyomatása
- S48 A váll és a felkar traumás amputációja
  - S48.0 A vállízület traumás amputációja
  - S48.1 A felkar traumás amputációja
  - S48.9 A váll és felkar k.m.n. szintjének traumás amputációja
- S49 A vállöv és felkar egyéb és k.m.n. sérülései
  - S49.7 A váll és felkar többszörös sérülése
  - S49.8 A váll és felkar egyéb megnevezett sérülései
  - S49.9 A váll és felkar k.m.n. sérülése

## A könyök és a alkar sérülései (S50-S59)
- S50 Az alkar felületes sérülése
  - S50.0 A könyök zúzódása
  - S50.1 Az alkar egyéb és k.m.n. részeinek zúzódása
  - S50.7 Az alkar többszörös felületes sérülése
  - S50.8 Az alkar egyéb felületes sérülései
  - S50.9 Az alkar k.m.n. felületes sérülése
- S51 Az alkar nyílt sebe
  - S51.0 A könyök nyílt sebe
  - S51.7 Az alkar többszörös nyílt sebe
  - S51.8 Az alkar egyéb részeinek nyílt sebe
  - S51.9 Az alkar k.m.n. részének nyílt sebe
- S52 Alkartörés
  - S52.0 A singcsont (ulna) proximális végének törése
  - S52.1 Az orsócsont (radius) proximális végének törése
  - S52.2 A singcsont (ulna) testének törése
  - S52.3 Az orsócsont (radius) testének törése
  - S52.4 A sing- és orsócsont testének törése
  - S52.5 Az orsócsont (radius) distális végének törése
  - S52.6 A sing- és orsócsont distális végének törése
  - S52.7 Az alkar többszörös törése
  - S52.8 Az alkar egyéb részeinek törése
  - S52.9 Az alkar k.m.n. részének törése
- S53 A könyökízület és szalagjainak ficama, dislocatiója és distorsiója
  - S53.0 A radius fejecs ficama
  - S53.1 A könyök k.m.n. részének ficama
  - S53.2 Az orsócsont (radius) collaterális szalagjának traumás szakadása
  - S53.3 A singcsont (ulna) collaterális szalagjának traumás szakadása
  - S53.4 A könyök rándulása és húzódása
- S54 Idegsérülés az alkar szintjében
  - S54.0 A nervus ulnaris sérülése az alkar szintjében
  - S54.1 A nervus medianus sérülése az alkar szintjében
  - S54.2 A nervus radialis sérülése az alkar szintjében
  - S54.3 Az érzőidegek sérülése az alkar szintjében
  - S54.7 Több ideg sérülése az alkar szintjében
  - S54.8 Egyéb idegek sérülése az alkar szintjében
  - S54.9 K.m.n. idegek sérülése az alkar szintjében
- S55 Erek sérülése az alkar szintjében
  - S55.0 Az arteria ulnaris sérülése az alkar szintjében
  - S55.1 Az arteria radialis sérülése az alkar szintjében
  - S55.2 Az alkar vénáinak sérülése
  - S55.7 Az alkar több erének sérülése
  - S55.8 Az alkar egyéb ereinek sérülése
  - S55.9 Az alkar k.m.n. erének sérülése
- S56 Izom- és ínsérülés az alkar szintjében
  - S56.0 A hüvelykujj hajlítóizmának és inának sérülése az alkar szintjében
  - S56.1 A kéz többi ujja hajlító izmainak és inainak sérülése az alkar szintjében
  - S56.2 Az alkar egyéb hajlító izmainak és inainak sérülése az alkar szintjében
  - S56.3 A hüvelykujj feszítő és távolító izmainak és inainak sérülése az alkar szintjében
  - S56.4 A kéz egyéb ujjai feszítő izmainak és inainak sérülése az alkar szintjében
  - S56.5 Az alkar egyéb feszítő izmainak és inainak sérülése az alkar szintjében
  - S56.7 Több izom és ín sérülése az alkar szintjében
  - S56.8 Egyéb és k.m.n. izmok és inak sérülése az alkar szintjében
- S57 Az alkar összezúzódása
  - S57.0 A könyök összenyomatása
  - S57.8 Az alkar egyéb részeinek összenyomatása
  - S57.9 Az alkar k.m.n. részének összenyomatása
- S58 A könyök és az alkar traumás amputációja
  - S58.0 Traumás amputáció a könyök szintjében
  - S58.1 Traumás amputáció a könyök és csukló között
  - S58.9 Az alkar traumás amputációja szint megnevezése nélkül
- S59 Az alkar egyéb és k.m.n. sérülései
  - S59.7 A könyök és alkar többszörös sérülése
  - S59.8 Az alkar egyéb meghatározott sérülései
  - S59.9 Az alkar k.m.n. sérülése

## A csukló és a kéz sérülései (S60-S69)
- S60 A csukló és a kéz felületes sérülése
  - S60.0 A kéz ujjainak zúzódása a köröm sérülése nélkül
  - S60.1 A kéz ujj(-ak) zúzódása a köröm sérülésével
  - S60.2 A csukló és kéz egyéb részeinek zúzódása
  - S60.7 A csukló és kéz többszörös felületes sérülése
  - S60.8 A csukló és kéz egyéb felületes sérülései
  - S60.9 A csukló és kéz k.m.n. felületes sérülése
- S61 A csukló és a kéz nyílt sebe
  - S61.0 A kéz ujj(-ak) nyílt sebe a köröm sérülése nélkül
  - S61.1 A kéz ujj(-ak) nyílt sebe a köröm sérülésével
  - S61.7 A csukló és kéz többszörös nyílt sebe
  - S61.8 A csukló és kéz egyéb részeinek nyílt sebe
  - S61.9 A csukló és kéz k.m.n. részének nyílt sebe
- S62 Törés a csukló és kéz szintjében
  - S62.0 A kéz sajkacsontjának törése
  - S62.1 Egyéb kéztőcsontok törése
  - S62.2 Az első metacarpus törése
  - S62.3 A metacarpus egyéb csontjának törése
  - S62.4 A kézközépcsontok többszörös törése
  - S62.5 A hüvelykujj törése
  - S62.6 A kéz egyéb ujjának törése
  - S62.7 A kéz ujjainak többszörös törése
  - S62.8 A csukló és kéz egyéb és k.m.n. részeinek törése
- S63 Ficam, dislocatio és distorsió a csukló és kéz szintjében
  - S63.0 A csukló ficama
  - S63.1 A kéz ujjának ficama
  - S63.2 A kéz ujjainak többszörös ficama
  - S63.3 A csukló szalagjának traumás szakadása
  - S63.4 A kéz ujjszalagjának traumás szakadása a metacarpophalangeális és interphalangeális ízületeknél
  - S63.5 A csukló rándulása és húzódása
  - S63.6 A kéz ujjainak rándulása és húzódása
  - S63.7 A kéz egyéb és k.m.n. részeinek rándulása húzódása
- S64 Idegsérülés a csukló és kéz szintjében
  - S64.0 A nervus ulnaris sérülése a csukló és kéz szintjében
  - S64.1 A nervus medianus sérülése a kéz és csukló szintjében
  - S64.2 A nervus radialis sérülése a csukló és kéz szintjében
  - S64.3 A hüvelykujj idegének sérülése
  - S64.4 A kéz egyéb ujjának idegsérülése
  - S64.7 Több ideg sérülése a csukló és kéz szintjében
  - S64.8 Egyéb idegek sérülése a csukló és kéz szintjében
  - S64.9 K.m.n. ideg sérülése a csukló és kéz szintjében
- S65 Erek sérülése a csukló és kéz szintjében
  - S65.0 Az arteria ulnaris sérülése a csukló és kéz szintjében
  - S65.1 Az arteria radialis sérülése a csukló és kéz szintjében
  - S65.2 Az arcus palmaris superficialis sérülése
  - S65.3 Az arcus palmaris profundus sérülése
  - S65.4 A hüvelykujj ereinek sérülése
  - S65.5 Az erek sérülése a kéz többi ujján
  - S65.7 Több ér sérülése a csukló és kéz szintjében
  - S65.8 Egyéb erek sérülése a csukló és kéz szintjében
  - S65.9 K.m.n. ér sérülése a csukló és kéz szintjében
- S66 Izom- és ínsérülés a csukló és kéz szintjében
  - S66.0 A musculus flexor pollicis longus izmának és inának sérülése a csukló és kéz szintjében
  - S66.1 A kéz egyéb ujja hajlító izmának és inának sérülése csukló és kéz szintjében
  - S66.2 A hüvelykujj feszítő izmának és inának sérülése a csukló és kéz szintjében
  - S66.3 A kéz egyéb ujja feszítő izmának és inának sérülése a csukló és kéz szintjében
  - S66.4 A hüvelykujj belső izmainak és inainak sérülése a csukló és kéz szintjében
  - S66.5 Egyéb ujj belső izmainak és inainak sérülése a csukló és kéz szintjében
  - S66.6 Többszörös hajlító izom és ín sérülés a csukló és kéz szintjében
  - S66.7 Többszörös feszítő izom és ín sérülés a csukló és kéz szintjében
  - S66.8 Egyéb izmok és inak sérülése a csukló és kéz szintjében
  - S66.9 K.m.n. izom és ín sérülése a csukló és kéz szintjében
- S67 A csukló és a kéz összezúzódása
  - S67.0 A hüvelykujj és egyéb ujj(ak) összenyomatása
  - S67.8 A csukló és kéz egyéb és k.m.n. részeinek összenyomatása
- S68 A csukló és kéz traumás amputációja
  - S68.0 A hüvelykujj (teljes)(részleges) traumás amputációja
  - S68.1 Egyéb kézujj (teljes)(részleges) traumás amputációja
  - S68.2 Két vagy több kézujj kizárólagos (teljes)(részleges) traumás amputációja
  - S68.3 Kézujj(ak) vagy részeinek, valamint a csukló és kéz egyéb részeinek együttes traumás amputációja
  - S68.4 A kéz traumás amputációja a csukló szintjében
  - S68.8 A csukló és kéz egyéb részeinek traumás amputációja
  - S68.9 A csukló és kéz traumás amputációja a szint meghatározása nélkül
- S69 A csukló és kéz egyéb és k.m.n. sérülései
  - S69.7 A csukló és kéz többszörös sérülése
  - S69.8 A csukló és kéz egyéb meghatározott sérülései
  - S69.9 A csukló és kéz k.m.n. sérülése

## A csípő és a comb sérülései (S70-S79)
- S70 A csípő és a comb felületes sérülése
  - S70.0 A csípő zúzódása
  - S70.1 A comb zúzódása
  - S70.7 A csípő és comb többszörös felületes sérülése
  - S70.8 A csípő és comb egyéb felületes sérülései
  - S70.9 A csípő és comb k.m.n. felületes sérülése
- S71 A csípő és a comb nyílt sebe
  - S71.0 A csípő nyílt sebe
  - S71.1 A comb nyílt sebe
  - S71.7 A csípő és comb többszörös nyílt sebe
  - S71.8 A medenceöv egyéb és k.m.n. részeinek nyílt sebe
- S72 Combcsonttörés
  - S72.0 A combnyak törése
  - S72.1 Pertrochanter törés
  - S72.2 Subtrochantericus törés
  - S72.3 A combcsont testének törése
  - S72.4 A combcsont distális végének törése
  - S72.7 A combcsont többszörös törése
  - S72.8 A combcsont egyéb részeinek törései
  - S72.9 A combcsont k.m.n. részének törése
- S73 A csípőízület és szalagjainak ficama, dislocatiója és distorsiója
  - S73.0 A csípő ficama
  - S73.1 A csípő rándulása és húzódása
- S74 Idegsérülés a csípő és comb szintjében
  - S74.0 A nervus ischiadicus sérülése a csípő és comb szintjében
  - S74.1 A nervus femoralis sérülése a csípő és comb szintjében
  - S74.2 Érzőideg sérülése a csípő és comb szintjében
  - S74.7 Több ideg sérülése a csípő és comb szintjében
  - S74.8 Egyéb idegek sérülése a csípő és comb szintjében
  - S74.9 K.m.n. ideg sérülése a csípő és comb szintjében
- S75 Erek sérülése a csípő és a comb szintjében
  - S75.0 Az arteria femoralis sérülése
  - S75.1 A vena femoralis sérülése a csípő és comb szintjében
  - S75.2 A vena saphena magna sérülése a csípő és comb szintjében
  - S75.7 Több ér sérülése a csípő és comb szintjében
  - S75.8 Egyéb erek sérülése a csípő és comb szintjében
  - S75.9 K.m.n. ér sérülése a csípő és comb szintjében
- S76 Izom- és ínsérülés a csípő és comb szintjében
  - S76.0 A csípő izmainak és inainak sérülése
  - S76.1 A musculus quadriceps és inának sérülése
  - S76.2 A comb adductor izmainak és inainak sérülése
  - S76.3 A comb hátsó izomcsoportja izmainak és inainak sérülése
  - S76.4 Egyéb és k.m.n. izmok és inak sérülése a comb szintjében
  - S76.7 A csípő több izmának és inának sérülése a comb szintjében
- S77 A csípő és comb összezúzódása
  - S77.0 A csípő összenyomatása
  - S77.1 A comb összenyomatása
  - S77.2 A csípő és comb összenyomatása
- S78 A csípő és comb traumás amputációja
  - S78.0 Traumás amputáció a csípőízület magasságában
  - S78.1 Csípő és térd közötti traumás amputáció
  - S78.9 A csípő és comb traumás amputációja a szint meghatározása nélkül
- S79 A csípő és a comb egyéb, és k.m.n. sérülése
  - S79.7 A csípő és comb többszörös sérülése
  - S79.8 A csípő és comb egyéb meghatározott sérülései
  - S79.9 A csípő és comb k.m.n. sérülése

## A térd és a lábszár sérülései (S80-S89)
- S80 A lábszár felületes sérülése
  - S80.0 A térd zúzódása
  - S80.1 A lábszár egyéb és k.m.n. részeinek zúzódása
  - S80.7 A lábszár többszörös felületes sérülése
  - S80.8 A lábszár egyéb felületes sérülései
  - S80.9 A lábszár k.m.n. felületes sérülése
- S81 A lábszár nyílt sebe
  - S81.0 A térd nyílt sebe
  - S81.7 A lábszár többszörös nyílt sebe
  - S81.8 A lábszár egyéb részeinek nyílt sebe
  - S81.9 A lábszár k.m.n. részének nyílt sebe
- S82 A lábszár törése, beleértve a bokáét
  - S82.0 A térdkalács (patella) törése
  - S82.1 A sípcsont proximális végének törése
  - S82.2 A sípcsont (tibia) testének törése
  - S82.3 A sípcsont (tibia) distális végének törése
  - S82.4 A szárkapocs (fibula) törése
  - S82.5 A belboka törése
  - S82.6 A külboka törése
  - S82.7 A lábszár többszörös törése
  - S82.8 A lábszár egyéb részeinek törése
  - S82.9 A lábszár k.m.n. részének törése
- S83 A térd ficama, dislocatiója és distorsiója
  - S83.0 A térdkalács ficama
  - S83.1 A térd ficama
  - S83.2 A meniscus heveny sérülése
  - S83.3 A térd ízületi porcának heveny sérülése
  - S83.4 A térd (külső)(belső) collaterális szalagjainak rándulása és húzódása
  - S83.5 A térd (elülső)(hátsó) keresztszalagjának rándulása és húzódása
  - S83.6 A térd egyéb és k.m.n. részeinek rándulása és húzódása
  - S83.7 A térd komplex sérülése
- S84 Idegsérülés a lábszár szintjében
  - S84.0 A nervus tibialis sérülése a lábszár szintjében
  - S84.1 A nervus peroneus sérülése a lábszár szintjében
  - S84.2 Érzőideg sérülése a lábszár szintjében
  - S84.7 Több ideg sérülése a lábszár szintjében
  - S84.8 Egyéb idegek sérülése a lábszár szintjében
  - S84.9 K.m.n. ideg sérülése a lábszár szintjében
- S85 Erek sérülése a lábszár szintjében
  - S85.0 Az arteria poplitea sérülése
  - S85.1 Az arteria tibialis (anterior)(posterior) sérülése
  - S85.2 Az arteria peronea sérülése
  - S85.3 A vena saphena magna sérülése a lábszár szintjében
  - S85.4 A vena saphena parva sérülése a lábszár szintjében
  - S85.5 A vena poplitea sérülése
  - S85.7 Több ér sérülése a lábszár szintjében
  - S85.8 Egyéb erek sérülése a lábszár szintjében
  - S85.9 K.m.n. ér sérülése a lábszár szintjében
- S86 Izom- és ínsérülés a lábszár szintjében
  - S86.0 Az Achilles-ín sérülése
  - S86.1 A hátsó izomcsoport egyéb inának sérülése a lábszár szintjében
  - S86.2 Az elülső izomcsoport izmainak sérülése a lábszár szintjében
  - S86.3 A peroneus izomcsoport izmainak és inainak sérülése a lábszár szintjében
  - S86.7 Több izom és ín sérülése a lábszár szintjében
  - S86.8 Egyéb izmok és inak sérülése a lábszár szintjében
  - S86.9 K.m.n. izom és ín sérülése a lábszár szintjében
- S87 A lábszár összezúzódása
  - S87.0 A térd összenyomatása
  - S87.8 A lábszár egyéb és k.m.n. részeinek összenyomatása
- S88 A lábszár traumás amputációja
  - S88.0 A lábszár traumás amputációja a térd szintjében
  - S88.1 A lábszár traumás amputációja a térd és boka között
  - S88.9 A lábszár traumás amputációja, szint k.m.n.
- S89 A lábszár egyéb és k.m.n. sérülései
  - S89.7 A lábszár többszörös sérülése
  - S89.8 A lábszár egyéb meghatározott sérülései
  - S89.9 A lábszár k.m.n. sérülése

## A boka és a lábfej sérülései (S90-S99)
- S90 A boka és a lábfej felületes sérülése
  - S90.0 A boka zúzódása
  - S90.1 A lábujj(-ak) zúzódása körömsérülés nélkül
  - S90.2 A lábujj(-ak) zúzódása körömsérüléssel
  - S90.3 A lábfej egyéb és k.m.n. részének zúzódása
  - S90.7 A boka és a lábfej többszörös felületes sérülése
  - S90.8 A boka és a lábfej egyéb felületes sérülése
  - S90.9 A boka és a lábfej k.m.n. felületes sérülése
- S91 A boka és a lábfej nyílt sebe
  - S91.0 A boka nyílt sebe
  - S91.1 A lábujj(-ak) nyílt sebe körömsérülés nélkül
  - S91.2 A lábujj(-ak) nyílt sebe körömsérüléssel
  - S91.3 A lábfej egyéb részeinek nyílt sebe
  - S91.7 A boka és a lábfej többszörös nyílt sebe
- S92 A lábfej törése, kivéve boka
  - S92.0 A sarokcsont törése
  - S92.1 Az ugrócsont törése
  - S92.2 Egyéb lábtő csont(ok) törése
  - S92.3 Lábközépcsont törése
  - S92.4 Az öregujj törése
  - S92.5 Egyéb lábujj törése
  - S92.7 A lábfej többszörös törése
  - S92.9 A lábfej törése k.m.n.
- S93 A lábfej ízületeinek és szalagjainak ficama, dislocatiója és distorsiója
  - S93.0 A boka ficama
  - S93.1 A lábujj(ak) ficama
  - S93.2 A boka- és lábfejszalagok szakadása
  - S93.3 A lábfej egyéb és k.m.n. részének ficama
  - S93.4 A boka rándulása és húzódása
  - S93.5 A lábujj(-ak) rándulása és húzódása
  - S93.6 A lábfej egyéb és k.m.n. részeinek rándulása húzódása
- S94 Idegsérülés a boka és a lábfej szintjében
  - S94.0 A nervus plantaris lateralis sérülése
  - S94.1 A nervus plantaris medialis sérülése
  - S94.2 A nervus peroneus profundus sérülése a boka és a lábfej szintjében
  - S94.3 Érzőideg sérülése a boka és a lábfej szintjében
  - S94.7 Több ideg sérülése a boka és a lábfej szintjében
  - S94.8 Egyéb idegek sérülése a boka és a lábfej szintjében
  - S94.9 K.m.n. ideg sérülése a boka és a lábfej szintjében
- S95 Erek sérülése a boka és a lábfej szintjében
  - S95.0 Az arteria dorsalis pedis sérülése
  - S95.1 Az arteria plantaris sérülése
  - S95.2 A vena dorsalis pedis sérülése
  - S95.7 Több ér sérülése a boka és a lábfej szintjében
  - S95.8 Egyéb erek sérülése a boka és a lábfej szintjében
  - S95.9 K.m.n. erek sérülése a boka és a lábfej szintjében
- S96 Izom- és ínsérülés a boka és a lábfej szintjében
  - S96.0 A lábujj hosszú hajlító izmának és inának sérülése a boka és a lábfej szintjében
  - S96.1 A lábujj hosszú feszítő izmának és inának sérülése a boka és a lábfej szintjében
  - S96.2 Belső izmok és inak sérülése a boka és a lábfej szintjében
  - S96.7 Több izom és ín sérülése a boka és a lábfej szintjében
  - S96.8 Egyéb izom és ín sérülése a boka és a lábfej szintjében
  - S96.9 K.m.n. izom és ín sérülése a boka és a lábfej szintjében
- S97 A boka és a lábfej összezúzódása
  - S97.0 A boka összenyomatása
  - S97.1 A lábujj(-ak) összenyomatása
  - S97.8 A boka és a lábfej egyéb részeinek összenyomatása
- S98 A boka és a lábfej traumás amputációja
  - S98.0 A lábfej traumás amputációja a boka szintjében
  - S98.1 Egy lábujj traumás amputációja
  - S98.2 Két vagy több lábujj traumás amputációja
  - S98.3 A lábfej egyéb részeinek traumás amputációja
  - S98.4 A lábfej traumás amputációja szint meghatározása nélkül
- S99 A boka és a lábfej egyéb, k.m.n. sérülései
  - S99.7 A boka és a lábfej többszörös sérülése
  - S99.8 A boka és a lábfej egyéb megnevezett sérülése
  - S99.9 A boka és a lábfej k.m.n. sérülése

## Több testtájékra terjedő sérülések (T00-T07)
- T00 Több testtájra terjedő felületes sérülések
  - T00.0 Felületes sérülések a fejen és a nyakon
  - T00.1 Felületes sérülések a mellkas mellett a has, derék és medence területén
  - T00.2 A felső végtag(ok) több régiójának felületes sérülései
  - T00.3 Az alsó végtag(ok) több régiójának felületes sérülései
  - T00.6 A felső és alsó végtag(ok) több régiójának együttes felületes sérülései
  - T00.8 Testtájékok egyéb kombinációban lévő felületes sérülései
  - T00.9 Többszörös felületes sérülések k.m.n.
- T01 Több testtájra terjedő nyílt sebek
  - T01.0 Nyílt sebek a fejen és a nyakon
  - T01.1 Nyílt sebek a mellkas mellett a has, deréktájék és medence területén
  - T01.2 Nyílt sebek a felső végtag(ok) több tájékán
  - T01.3 Nyílt sebek az alsó végtag(ok) több tájékán
  - T01.6 A felső és alsó végtag(ok) több tájékát érintő nyílt sebek
  - T01.8 A testtájékokon egyéb kombinációban lévő nyílt sebek
  - T01.9 Többszörös nyílt sebek k.m.n.
- T02 Több testtájra terjedő törések
  - T02.0 Fejen és nyakon lévő csontok törései
  - T02.1 A törzs, derék és medence csontjainak együttes törései
  - T02.2 Az egyik felső végtag csontjainak több tájékon lévő törései
  - T02.3 Az egyik alsó végtag csontjainak több tájékon lévő törései
  - T02.4 Mindkét felső végtag csontjainak több tájékon lévő törései
  - T02.5 Mindkét alsó végtag csontjainak több tájékon lévő törései
  - T02.6 A felső végtag(ok) és alsó végtag(ok) csontjainak több tájékon lévő törései
  - T02.7 A mellkas mellett a hát alsó része, a medence, valamint a végtagok csontjait érintő együttes törések
  - T02.8 Testtájékok csontjainak egyéb kombinációban lévő törései
  - T02.9 Többszörös törések k.m.n.
- T03 Több testtájra terjedő ficamok, dislocatio és distorsio
  - T03.0 Ficam, rándulás és húzódás a fejen és a nyakon
  - T03.1 Ficam, rándulás és húzódás a mellkas mellett a deréktájon és a medencén
  - T03.2 A felső végtag(ok) több tájékának ficama, rándulása és húzódása
  - T03.3 Az alsó végtag(ok) több tájékának ficama, rándulása és húzódása
  - T03.4 Az alsó és felső végtagok több tájékának ficama, rándulása és húzódása
  - T03.8 Testtájékok egyéb kombinációban lévő ficama és húzódása
  - T03.9 Többszörös ficamok, rándulások és húzódások k.m.n.
- T04 Több testtájra terjedő összezúzódások
  - T04.0 Összenyomatásos sérülések a fejen és a nyakon
  - T04.1 Összenyomatásos sérülések a mellkas mellett a has, deréktáj és a medence területén
  - T04.2 A felső végtag(ok) többszörös összenyomatásos sérülései
  - T04.3 Az alsó végtag(ok) többszörös összenyomatásos sérülései
  - T04.4 Az alsó és felső végtagok együttes összenyomatásos sérülései
  - T04.7 A mellkas mellett a has, deréktáj és medence együttes összenyomatásos sérülései
  - T04.8 Testtájékok egyéb kombinációban lévő összenyomatásos sérülései
  - T04.9 Többszörös összenyomatásos sérülések k.m.n.
- T05 Több testtájra terjedő traumás amputációk
  - T05.0 Mindkét kéz traumás amputációja
  - T05.1 Az egyik kéz és a másik kar traumás amputációja [bármilyen szinten, kivétel a kéz]
  - T05.2 Mindkét kar traumás amputációja [bármilyen szintben]
  - T05.3 Mindkét lábfej traumás amputációja
  - T05.4 Az egyik lábfej és a másik láb traumás amputációja [bármilyen szintben, kivéve a másik lábfejet]
  - T05.5 Mindkét láb traumás amputációja [bármilyen szintben]
  - T05.6 A felső és alsó végtag bármilyen kombinációjú traumás amputációja [bármilyen szintben]
  - T05.8 Testtájékok egyéb kombinációban való traumás amputációja
  - T05.9 Többszörös traumás amputáció k.m.n.
- T06 Több testtájra terjedő sérülések, m.n.o.
  - T06.0 Az agyállomány, agyidegek és a nyak szintjében lévő idegek és a gerincvelő együttes sérülése
  - T06.1 Idegek és gerincvelő sérülése egyéb testtájékok többszörös sérüléseivel együtt
  - T06.2 Több testtájékot érintő idegsérülések
  - T06.3 Több testtájékot érintő érsérülések
  - T06.4 Több testtájékot érintő izom- és ínsérülések
  - T06.5 Mellüregi sérülések hasüregi és medencei szervek sérüléseivel együtt
  - T06.8 Több testtájékot érintő egyéb meghatározott sérülések
- T07 Többszörös sérülések k.m.n.

## A törzs, a végtag vagy egyéb testtájék k.m.n. részeinek sérülései (T08-T14)
- T08 Gerinctörés, szintje nem meghatározott
- T09 A gerinc és a törzs egyéb sérülése, szintje nem meghatározott
  - T09.0 A törzs felületes sérülései, szint k.m.n.
  - T09.1 A törzs nyílt sebe, szint k.m.n.
  - T09.2 A törzs k.m.n. ízületének és szalagjának ficama, rándulása és húzódása
  - T09.3 A gerincvelő sérülése k.m.n. szintben
  - T09.4 K.m.n. ideg, gerincvelői ideggyök és törzsi idegfonat sérülése
  - T09.5 K.m.n. izom és ín sérülés a törzsön
  - T09.6 A törzs traumás csonkolása, k.m.n. helyen
  - T09.8 Egyéb meghatározott sérülés a törzsön, szint k.m.n.
  - T09.9 K.m.n. sérülés a törzsön, szint k.m.n.
- T10 A felső végtag törése, szintje nem meghatározott
- T11 A felső végtag egyéb sérülései, szint k.m.n.
  - T11.0 A kar felületes sérülése, szint k.m.n.
  - T11.1 Nyílt sérülés a felső végtagon, szint k.m.n.
  - T11.2 A felső végtag meghatározatlan ízületének és szalagjának ficama, rándulása és húzódása k.m.n. szintben
  - T11.3 A felső végtag meghatározatlan idegének sérülése, szint k.m.n.
  - T11.4 A felső végtag meghatározatlan erének sérülése, szint k.m.n.
  - T11.5 A felső végtag meghatározatlan izom- és ínsérülése, szint k.m.n.
  - T11.6 A felső végtag traumás amputációja szint k.m.n.
  - T11.8 A felső végtag egyéb meghatározott sérülése, szint k.m.n.
  - T11.9 A felső végtag meghatározatlan sérülése, szint k.m.n.
- T12 Az alsó végtag törése, szintje nem meghatározott
- T13 Az alsó végtag egyéb sérülései, lokalizáció említése nélkül
  - T13.0 Az alsó végtag felületes sérülése, szint k.m.n.
  - T13.1 Az alsó végtag nyílt sérülése, szint k.m.n.
  - T13.2 Az alsó végtag meghatározatlan ízületének és szalagjának ficama, rándulása és húzódása, szint k.m.n.
  - T13.3 Az alsó végtag meghatározatlan idegének sérülése, szint k.m.n.
  - T13.4 Az alsó végtag meghatározatlan erének sérülése, szint k.m.n.
  - T13.5 Az alsó végtag meghatározatlan izmának és inának sérülése, szint k.m.n.
  - T13.6 Az alsó végtag traumás amputációja, szint k.m.n.
  - T13.8 Az alsó végtag egyéb meghatározott sérülései, szint k.m.n.
  - T13.9 Az alsó végtag meghatározatlan sérülése, szint k.m.n.
- T14 Nem meghatározott testtájék sérülése
  - T14.0 Nem meghatározott testtájék felületes sérülése
  - T14.1 Nem meghatározott testtájék nyílt sebe
  - T14.2 Nem meghatározott testtájék csontjának törése
  - T14.3 Nem meghatározott testtájék ficama, rándulása és húzódása
  - T14.4 Nem meghatározott testtájék idegének vagy idegeinek sérülése
  - T14.5 Nem meghatározott testtájék ereinek sérülése
  - T14.6 Nem meghatározott testtájék izmainak és szalagjainak sérülése
  - T14.7 Nem meghatározott testtájék összenyomatása és traumás amputációja
  - T14.8 Nem meghatározott testtájék egyéb sérülései
  - T14.9 Sérülés, k.m.n.

## Természetes testnyílásokon behatolt idegentest hatásai (T15-T19)
- T15 Idegentest a szem külső részében
  - T15.0 Idegentest a corneában
  - T15.1 Idegentest a kötőhártya zsákban
  - T15.8 Idegentest a külső szem egyéb és több részében
  - T15.9 Idegentest a külső szem k.m.n. részében
- T16 Idegentest a fülben
- T17 Idegentest a légzőtraktusban
  - T17.0 Idegentest az orrmelléküregben
  - T17.1 Idegentest az orrnyílásban
  - T17.2 Idegentest a garatban
  - T17.3 Idegentest a gégében
  - T17.4 Idegentest a légcsőben
  - T17.5 Idegentest a hörgőben
  - T17.8 A légutak egyéb és több részének idegentestje
  - T17.9 Idegentest a légutakban, hely k.m.n.
- T18 Idegentest az emésztőtraktusban
  - T18.0 Idegentest a szájban
  - T18.1 Idegentest a nyelőcsőben
  - T18.2 Idegentest a gyomorban
  - T18.3 Idegentest a vékonybélben
  - T18.4 Idegentest a vastagbélben
  - T18.5 Idegentest a végbélben és végbélnyílásban
  - T18.8 Idegentest az emésztőrendszer egyéb és több helyén
  - T18.9 Idegentest az emésztőrendszerben, hely k.m.n.
- T19 Idegentest a húgy-ivarszervekben
  - T19.0 Idegentest a húgycsőben
  - T19.1 Idegentest a hólyagban
  - T19.2 Idegentest a szeméremtestben és hüvelyben
  - T19.3 Idegentest a méhben, [bármely rész]
  - T19.8 Idegentest a nemi és húgyúti szervek egyéb és több helyén
  - T19.9 Idegentest a nemi és húgyúti szervekben, hely k.m.n.

## A testfelület meghatározott helyének égési sérülései és maródásai (T20-T25)
- T20 A fej és a nyak égési sérülése és maródása
  - T20.0 A fej és nyak égési sérülése, foka nem meghatározott
  - T20.1 A fej és nyak elsőfokú égési sérülése
  - T20.2 A fej és nyak másodfokú égési sérülése
  - T20.3 A fej és nyak harmadfokú égési sérülése
  - T20.4 A fej és nyak maródása, foka k.m.n.
  - T20.5 A fej és nyak elsőfokú maródása
  - T20.6 A fej és nyak másodfokú maródása
  - T20.7 A fej és nyak harmadfokú maródása
- T21 A törzs égési sérülése és maródása
  - T21.0 A törzs nem meghatározott fokú égési sérülése
  - T21.1 A törzs elsőfokú égési sérülése
  - T21.2 A törzs másodfokú égési sérülése
  - T21.3 A törzs harmadfokú égési sérülése
  - T21.4 A törzs k.m.n. fokú maródása
  - T21.5 A törzs elsőfokú maródása
  - T21.6 A törzs másodfokú maródása
  - T21.7 A törzs harmadfokú maródása
- T22 A váll és felkar égési sérülése és maródása, kivéve a csuklót és kezet
  - T22.0 A váll és felső végtag k.m.n. fokú égési sérülése, kivéve a csukló és kéz
  - T22.1 A váll és felső végtag elsőfokú égési sérülése, kivéve a csukló és kéz
  - T22.2 A váll és felső végtag másodfokú égési sérülése, kivéve a csukló és kéz
  - T22.3 A váll és felső végtag harmadfokú égési sérülése, kivéve a csukló és kéz
  - T22.4 A váll és felső végtag k.m.n. fokú maródása, kivéve a csukló és kéz
  - T22.5 A váll és felső végtag elsőfokú maródása, kivéve a csukló és kéz
  - T22.6 A váll és felső végtag másodfokú maródása, kivéve a csukló és kéz
  - T22.7 A váll és felső végtag harmadfokú maródása, kivéve csukló és kéz
- T23 A csukló és kéz égési sérülése és maródása
  - T23.0 A csukló és kéz k.m.n. fokú égési sérülése
  - T23.1 A csukló és kéz elsőfokú égési sérülése
  - T23.2 A csukló és kéz másodfokú égési sérülése
  - T23.3 A csukló és kéz harmadfokú égési sérülése
  - T23.4 A csukló és kéz k.m.n. fokú maródása
  - T23.5 A csukló és kéz elsőfokú maródása
  - T23.6 A csukló és kéz másodfokú maródása
  - T23.7 A csukló és kéz harmadfokú maródása
- T24 A csípő és alsó végtag, égési sérülése és maródása, kivéve a bokát és a lábfejet
  - T24.0 A csípő és alsó végtag k.m.n. fokú égési sérülése, kivéve a boka és a lábfej
  - T24.1 A csípő és alsó végtag elsőfokú égési sérülése, kivéve a boka és a lábfej
  - T24.2 A csípő és alsó végtag másodfokú égési sérülése, kivéve a boka és a lábfej
  - T24.3 A csípő és alsó végtag harmadfokú égési sérülése, kivéve a boka és a lábfej
  - T24.4 A csípő és alsó végtag k.m.n. fokú maródása, kivéve a boka és a lábfej
  - T24.5 A csípő és alsó végtag elsőfokú maródása, kivéve a boka és a lábfej
  - T24.6 A csípő és alsó végtag másodfokú maródása, kivéve a boka és a lábfej
  - T24.7 A csípő és alsó végtag harmadfokú maródása, kivéve a boka és a lábfej
- T25 A boka és a lábfej égési sérülése és maródása
  - T25.0 A boka és a lábfej k.m.n. fokú égési sérülése
  - T25.1 A boka és a lábfej elsőfokú égési sérülése
  - T25.2 A boka és a lábfej másodfokú égési sérülése
  - T25.3 A boka és a lábfej harmadfokú égési sérülése
  - T25.4 A boka és a lábfej k.m.n. fokú maródása
  - T25.5 A boka és a lábfej elsőfokú maródása
  - T25.6 A boka és a lábfej másodfokú maródása
  - T25.7 A boka és a lábfej harmadfokú maródása

## A szemre és a belső szervekre korlátozódó égési sérülések és maródások (T26-T28)
- T26 A szem és függelékeire korlátozódó égési sérülések és maródások
  - T26.0 A szemhéj és szemkörüli terület égési sérülése
  - T26.1 A szaruhártya és kötőhártya égési sérülése
  - T26.2 A szemgolyó szakadásával és elpusztulásával járó égési sérülés
  - T26.3 A szem és függelékei egyéb részeit érintő égési sérülés
  - T26.4 A szem és függelékeinek égési sérülése, rész k.m.n.
  - T26.5 A szemhéj és szemkörüli terület maródása
  - T26.6 A szaruhártya és kötőhártya maródása
  - T26.7 A szemgolyó szakadásával és elpusztulásával járó maródás
  - T26.8 A szem és függelékei egyéb részeit érintő maródás
  - T26.9 A szem és függelékeinek maródása, rész k.m.n.
- T27 A légzőtraktus égési sérülése és maródása
  - T27.0 A gége és légcső égési sérülése
  - T27.1 A gégét, légcsövet és tüdőt érintő égési sérülés
  - T27.2 A légzőrendszer egyéb részeinek égési sérülése
  - T27.3 A légzőrendszer égési sérülése, k.m.n.
  - T27.4 A gége és légcső maródása
  - T27.5 A gégét, légcsövet és tüdőt érintő maródás
  - T27.6 A légzőrendszer egyéb részeinek maródása
  - T27.7 A légzőrendszer k.m.n. részének maródása
- T28 Egyéb belső szervek égési sérülése és maródása
  - T28.0 A száj és garat égési sérülése
  - T28.1 A nyelőcső égési sérülése
  - T28.2 Az emésztőrendszer egyéb részének égési sérülése
  - T28.3 A belső húgy-ivarszervek égési sérülése
  - T28.4 Egyéb és k.m.n. belső szerv égési sérülése
  - T28.5 A száj és garat maródása
  - T28.6 A nyelőcső maródása
  - T28.7 Az emésztőrendszer egyéb részeinek maródása
  - T28.8 A belső húgy-ivarszervek maródása
  - T28.9 Egyéb és k.m.n. belső szervek maródása

## Több és nem meghatározott testtájék égési sérülései és maródásai (T29-T32)
- T29 Több testtájék égési sérülése és maródása
  - T29.0 Több testtájék égési sérülése, foka nem meghatározott
  - T29.1 Több testtájék égési sérülése, elsőfoknál nem nagyobb
  - T29.2 Több testtájék égési sérülése, másodfoknál nem nagyobb
  - T29.3 Több testtájék égési sérülése, az egyik legalább harmadfokú
  - T29.4 Több testtájék maródása foka nem meghatározott
  - T29.5 Több testtájék maródása, elsőfoknál nem nagyobb
  - T29.6 Több testtájék maródása, másodfoknál nem nagyobb
  - T29.7 Több testtájék maródása, az egyik legalább harmadfokú
- T30 Égési sérülés és maródás, testtájék k.m.n.
  - T30.0 Nem meghatározott testtájék égési sérülése, foka nem meghatározott
  - T30.1 Nem meghatározott testtájék elsőfokú égési sérülése
  - T30.2 Nem meghatározott testtájék másodfokú égési sérülése
  - T30.3 Nem meghatározott testtájék harmadfokú égési sérülése
  - T30.4 Nem meghatározott testtájék maródása, foka nem meghatározott
  - T30.5 Nem meghatározott testtájék elsőfokú maródása
  - T30.6 Nem meghatározott testtájék másodfokú maródása
  - T30.7 Nem meghatározott testtájék harmadfokú maródása
- T31 Égési sérülések az érintett testfelület terjedelmének megfelelően osztályozva
  - T31.0 A testfelület kevesebb mint 10%-át érintő égési sérülés
  - T31.1 A testfelület 10 - 19%-át érintő égési sérülés
  - T31.2 A testfelület 20 - 29%-át érintő égési sérülés
  - T31.3 A testfelület 30 - 39%-át érintő égési sérülés
  - T31.4 A testfelület 40 - 49%-át érintő égési sérülés
  - T31.5 A testfelület 50 - 59%-át érintő égési sérülés
  - T31.6 A testfelület 60 - 69%-át érintő égési sérülés
  - T31.7 A testfelület 70 - 79%-át érintő égési sérülés
  - T31.8 A testfelület 80 - 89%-át érintő égési sérülés
  - T31.9 A testfelület 90 vagy több %-át érintő égési sérülés
- T32 Maródások, az érintett testfelület terjedelmének megfelelően osztályozva
  - T32.0 A testfelület kevesebb mint 10%-át érintő maródás
  - T32.1 A testfelület 10 - 19%-át érintő maródás
  - T32.2 A testfelület 20 - 29%-át érintő maródás
  - T32.3 A testfelület 30 - 39%-át érintő maródás
  - T32.4 A testfelület 40 - 49%-át érintő maródás
  - T32.5 A testfelület 50 - 59%-át érintő maródás
  - T32.6 A testfelület 60 - 69%-át érintő maródás
  - T32.7 A testfelület 70 - 79%-át érintő maródás
  - T32.8 A testfelület 80 - 89%-át érintő maródás
  - T32.9 A testfelület 90 vagy több %-át érintő maródás

## Fagysérülés (T33-T35)
- T33 Felületes fagyás
  - T33.0 A fej felületes fagyása
  - T33.1 A nyak felületes fagyása
  - T33.2 A mellkas felületes fagyása
  - T33.3 A hasfal, derék és medence felületes fagyása
  - T33.4 A kar felületes fagyása
  - T33.5 A csukló és kéz felületes fagyása
  - T33.6 A csípő és comb felületes fagyása
  - T33.7 A térd és a lábszár felületes fagyása
  - T33.8 A boka és a lábfej felületes fagyása
  - T33.9 Egyéb és k.m.n. részek felületes fagyása
- T34 Fagyás szövetelhalással
  - T34.0 A fej szövetelhalással járó fagyása
  - T34.1 A nyak szövetelhalással járó fagyása
  - T34.2 A mellkas szövetelhalással járó fagyása
  - T34.3 A hasfal, derék és medence szövetelhalással járó fagyása
  - T34.4 A kar szövetelhalással járó fagyása
  - T34.5 A csukló és kéz szövetelhalással járó fagyása
  - T34.6 A csípő és comb szövetelhalással járó fagyása
  - T34.7 A térd és a lábszár szövetelhalással járó fagyása
  - T34.8 A boka és a lábfej szövetelhalással járó fagyása
  - T34.9 Egyéb és k.m.n. részek szövetelhalással járó fagyása
- T35 Több testtájékra terjedő és k.m.n. fagyás
  - T35.0 Több testtájék felületes fagyása
  - T35.1 Több testtájék szövetelhalással járó fagyása
  - T35.2 A fej és nyak fagyása k.m.n.
  - T35.3 A mellkas, has, derék, és a medence fagyása k.m.n.
  - T35.4 A felső végtag fagyása k.m.n.
  - T35.5 Az alsó végtag fagyása k.m.n.
  - T35.6 Több testtájék fagyása k.m.n.
  - T35.7 Fagyás k.m.n. helyen

## Drogok, gyógyszerek és biológiai anyagok által okozott mérgezések (T36-T50)
- T36 Szisztémás antibiotikumok által okozott mérgezés
  - T36.0 Penicillinek
  - T36.1 Cefalosporinok és egyéb β-laktám antibiotikumok
  - T36.2 Chloramphenicol csoport
  - T36.3 Macrolidek
  - T36.4 Tetraciklinek
  - T36.5 Aminoglikozidok
  - T36.6 Rifamicinek
  - T36.7 Szisztémásan alkalmazott antifungális antibiotikumok
  - T36.8 Egyéb szisztémás antibiotikumok
  - T36.9 K.m.n. szisztémás antibiotikumok
- T37 Egyéb szisztémás fertőzés elleni szer és antiparazitikum által okozott mérgezés
  - T37.0 Szulfonamidok
  - T37.1 Mycobacterium elleni szerek
  - T37.2 Malária elleni és egyéb vérprotozoonokra ható gyógyszerek
  - T37.3 Egyéb protozoonok elleni szerek
  - T37.4 Féreghajtók
  - T37.5 Vírus elleni szerek
  - T37.8 Egyéb szisztémás fertőzés elleni szerek és antiparazitikumok
  - T37.9 Szisztémás k.m.n. fertőzés elleni szerek és antiparazitikumok
- T38 Hormonok, szintetikus pótszereik és antagonistáik által okozott mérgezés, m.n.o.
  - T38.0 Glukokortikoidok és szintetikus analógjaik
  - T38.1 Pajzsmirigyhormonok és pótszereik
  - T38.2 Pajzsmirigyhormon elválasztás elleni szerek
  - T38.3 Inzulin és orális antidiabetikumok
  - T38.4 Orális fogamzásgátlók
  - T38.5 Egyéb ösztrogének és progesztogének
  - T38.6 Antigonadotropinok, antiösztrogének, antiandrogének, m.n.o.
  - T38.7 Androgének és anabolikus fajrokonok
  - T38.8 Egyéb és k.m.n. hormonok és szintetikus pótszereik
  - T38.9 Egyéb és k.m.n. antagonisták
- T39 Nem opioid fájdalom- és lázcsillapítók és antirheumaticumok által okozott mérgezés
  - T39.0 Szalicilátok
  - T39.1 4-aminofenol -származékok
  - T39.2 Pirazolon-származékok
  - T39.3 Egyéb nem szteroid gyulladásgátlók (NSAID)
  - T39.4 Antirheumaticumok, m.n.o.
  - T39.8 Egyéb nem opioid fájdalom- és lázcsillapítók, m.n.o.
  - T39.9 Egyéb nem opioid k.m.n. fájdalom- és lázcsillapítók és antirheumaticumok
- T40 Narkotikumok és pszichodiszleptikus szerek [hallucinogének] által okozott mérgezés
  - T40.0 Ópium
  - T40.1 Heroin
  - T40.2 Egyéb opioidok
  - T40.3 Metadon
  - T40.4 Egyéb szintetikus narkotikumok
  - T40.5 Kokain
  - T40.6 Egyéb és k.m.n. narkotikumok
  - T40.7 Cannabis (származékok)
  - T40.8 Lizergid [LSD]
  - T40.9 Egyéb és k.m.n. pszichodiszleptikumok [hallucinogének]
- T41 Anaestheticumok és terápiás gázok által okozott mérgezés
  - T41.0 Inhalációs anaestheticumok
  - T41.1 Intravénás anaestheticumok
  - T41.2 Egyéb és k.m.n. általános anaestheticumok
  - T41.3 Helyi anaestheticumok
  - T41.4 K.m.n. anaestheticumok
  - T41.5 Terápiás gázok
- T42 Antiepileptikum, altató-nyugtató és antiparkinson szerek által okozott mérgezés
  - T42.0 Hidantoin származékok
  - T42.1 Iminostilbének
  - T42.2 Szukcinimidek és oxazolidinedionok
  - T42.3 Barbiturátok
  - T42.4 Benzodiazepinek
  - T42.5 Vegyes antiepileptikumok, m.n.o.
  - T42.6 Egyéb antiepileptikum és nyugtató-altató szerek
  - T42.7 K.m.n. antiepileptikum és nyugtató-altató szerek
  - T42.8 Antiparkinson gyógyszerek és egyéb központi izomtónus-depresszánsok
- T43 Pszichotróp szerek által okozott mérgezés, m.n.o.
  - T43.0 Triciklikus és tetraciklikus antidepresszívumok
  - T43.1 Monoamino-oxidáz-inhibitor antidepresszívumok
  - T43.2 Egyéb és k.m.n. antidepresszívumok
  - T43.3 Fenotiazin antipszichotikus gyógyszerek és neuroleptikumok
  - T43.4 Butirofenon és tioxantin neuroleptikumok
  - T43.5 Egyéb és k.m.n. antipszichotikus gyógyszerek és neuroleptikumok
  - T43.6 Pszichostimulánsok, abúzus lehetőséggel
  - T43.8 Egyéb pszichotróp gyógyszerek m.n.o.
  - T43.9 K.m.n. pszichotróp gyógyszerek
- T44 Elsődlegesen az autonóm idegrendszerre ható gyógyszerek által okozott mérgezés
  - T44.0 Antikolineszteráz szerek
  - T44.1 Egyéb paraszimpatomimetikumok [kolinergikumok]
  - T44.2 Ganglionblokkoló gyógyszerek, m.n.o.
  - T44.3 Egyéb paraszimpatolitikumok [antikolinerg gyógyszerek és antimuszkarinok] és spasmolyticumok, m.n.o.
  - T44.4 Túlnyomóan alfa-adrenoreceptor agonisták, m.n.o.
  - T44.5 Túlnyomóan béta-adrenoreceptor agonisták, m.n.o.
  - T44.6 Alfa-adrenoreceptor antagonisták, m.n.o.
  - T44.7 Béta-adrenoreceptor antagonisták, m.n.o.
  - T44.8 Központilag ható és adrenerg-neuron blokkoló szerek
  - T44.9 Elsődlegesen az autonóm idegrendszerre ható egyéb és k.m.n. gyógyszerek
- T45 Elsődlegesen szisztémás és haematológiai szerek által okozott mérgezés, m.n.o.
  - T45.0 Antiallergiás gyógyszerek és antiemetikumok
  - T45.1 Daganat elleni és immunszuppresszív szerek
  - T45.2 Vitaminok, m.n.o.
  - T45.3 Enzimek, m.n.o.
  - T45.4 Vas és vegyületei
  - T45.5 Antikoagulánsok
  - T45.6 A fibrinolysisre ható gyógyszerek
  - T45.7 Antikoaguláns antagonisták, K vitamin és egyéb véralvadást fokozó szerek
  - T45.8 Egyéb elsődlegesen szisztémás és haematológiai szerek
  - T45.9 K.m.n. elsődlegesen szisztémás és haematológiai szerek
- T46 Elsődlegesen a szív-érrendszerre ható gyógyszerek által okozott mérgezés
  - T46.0 Szívműködést fokozó glikozidák és hasonló hatású gyógyszerek
  - T46.1 Kalciumcsatorna blokkolók
  - T46.2 Egyéb szívritmus-regulátorok, m.n.o.
  - T46.3 Szívkoszorúér-tágítók, m.n.o.
  - T46.4 Angiotenzin-konvertáló enzim gátlói
  - T46.5 Egyéb vérnyomáscsökkentő szerek, m.n.o.
  - T46.6 Lipaemia és arteriosclerosis elleni gyógyszerek
  - T46.7 Perifériás értágítók
  - T46.8 Varicositas elleni és sclerotizáló anyagok
  - T46.9 Elsődlegesen a szív-érrendszerre ható egyéb és k.m.n. gyógyszerek
- T47 Elsődlegesen a gyomor-bél rendszerre ható gyógyszerek által okozott mérgezés
  - T47.0 Hisztamin H2 -receptor antagonisták
  - T47.1 Egyéb sav- és gyomornedv szekréciót csökkentő gyógyszerek
  - T47.2 Bélizgató hashajtók
  - T47.3 Sós és ozmózisos hashajtók
  - T47.4 Egyéb hashajtók
  - T47.5 Emésztésserkentők
  - T47.6 Hasmenés elleni gyógyszerek
  - T47.7 Emetikumok
  - T47.8 Egyéb, elsődlegesen a gyomor-bélrendszerre ható szerek
  - T47.9 K.m.n. gyomor-bélrendszerre ható szerek
- T48 Elsődlegesen a sima- és vázizmokra, valamint a légzőszervekre ható gyógyszerek által okozott mérgezés
  - T48.0 Fájáskeltő gyógyszerek
  - T48.1 Vázizom-relaxánsok [neuromusculáris blokkolók]
  - T48.2 Egyéb és k.m.n. elsődlegesen az izmokra ható szerek
  - T48.3 Köhögéscsillapítók
  - T48.4 Köptetők
  - T48.5 Meghűlés elleni gyógyszerek
  - T48.6 Antiasthmaticumok, m.n.o.
  - T48.7 Egyéb és k.m.n. elsődlegesen a légzőszervekre ható gyógyszerek
- T49 Elsődlegesen a bőrre és nyálkahártyákra ható anyagok, valamint a szem-, fül-, orr-, gégegyógyászatban és a fogászatban használt szerek által okozott mérgezés
  - T49.0 Helyi gomba ellenes, fertőzés elleni és gyulladáscsökkentő szerek
  - T49.1 Antipruriticumok
  - T49.2 Helyi adstringensek és detergensek
  - T49.3 Puhító, védő és fájdalomcsillapító szerek
  - T49.4 Keratolyticumok, keratoplasticumok , egyéb hajkezelő szerek és preparátumok
  - T49.5 Szemészeti gyógyszerek és preparátumok
  - T49.6 Fül-orr-gégegyógyászati gyógyszerek és preparátumok
  - T49.7 Helyileg használt fogászati gyógyszerek
  - T49.8 Egyéb helyileg használt szerek
  - T49.9 K.m.n. helyileg használt szerek
- T50 Diuretikumok, egyéb és k.m.n. drogok, gyógyszerek és biológiai anyagok által okozott mérgezés
  - T50.0 Mineralokortikoidok és antagonistáik
  - T50.1 Kacs-diuretikumok
  - T50.2 Carboanhydrase-inhibitorok, benzotiadiazidok és egyéb diuretikumok
  - T50.3 Elektrolitikus, kalorikus és folyadékegyensúly anyagok
  - T50.4 Húgysavanyagcsere gyógyszerei
  - T50.5 Étvágycsökkentők
  - T50.6 Máshová nem osztályozott antidotumok
  - T50.7 Analeptikumok és opioid-receptor antagonisták
  - T50.8 Diagnosztikai anyagok
  - T50.9 Egyéb és k.m.n. gyógyszerek és biológiai anyagok

## Elsősorban nem gyógyszerként használt anyagok toxikus hatásai (T51-T65)
- T51 Az alkohol toxikus hatása
  - T51.0 Etanol
  - T51.1 Metanol
  - T51.2 2-propanol
  - T51.3 Amilalkohol
  - T51.8 Egyéb alkoholok
  - T51.9 K.m.n. alkoholok
- T52 Szerves oldószerek toxikus hatása
  - T52.0 A kőolajtermékek toxikus hatása
  - T52.1 Benzol
  - T52.2 Benzol és homológjai
  - T52.3 Glikolok
  - T52.4 Ketonok
  - T52.8 Egyéb szerves oldószerek
  - T52.9 K.m.n. szerves oldószerek
- T53 Az alifás és aromás szénhidrogének halogén származékainak toxikus hatása
  - T53.0 Szén-tetraklorid
  - T53.1 Kloroform
  - T53.2 Triklór-etilén
  - T53.3 Tetraklóretilén
  - T53.4 Diklórmetán
  - T53.5 Klórozott-fluorozott szénhidrogének
  - T53.6 Alifás szénhidrogének egyéb halogén származékai
  - T53.7 Aromás szénhidrogének egyéb halogén származékai
  - T53.9 Alifás és aromás szénhidrogének k.m.n. halogén származékai
- T54 Maró anyagok toxikus hatása
  - T54.0 Fenol és homológjai
  - T54.1 Egyéb maró szerves vegyületek
  - T54.2 Savak és savszerű anyagok
  - T54.3 Maró lúgok és lúgszerű anyagok
  - T54.9 K.m.n. maró anyagok
- T55 A szappanok és detergensek toxikus hatása
- T56 Fémek toxikus hatása
  - T56.0 Ólom és vegyületei
  - T56.1 Higany és vegyületei
  - T56.2 Króm és vegyületei
  - T56.3 Kadmium és vegyületei
  - T56.4 Réz és vegyületei
  - T56.5 Cink és vegyületei
  - T56.6 Ón és vegyületei
  - T56.7 Berillium és vegyületei
  - T56.8 Egyéb fémek
  - T56.9 K.m.n. fém
- T57 Egyéb szervetlen anyagok toxikus hatása
  - T57.0 Arzén és vegyületei
  - T57.1 Foszfor és vegyületei
  - T57.2 Mangán és vegyületei
  - T57.3 Hidrogén-cianid
  - T57.8 Egyéb meghatározott szervetlen anyagok
  - T57.9 K.m.n. szervetlen anyag
- T58 A szén-monoxid toxikus hatása
- T59 Egyéb gázok, gőzök és párák toxikus hatása
  - T59.0 Nitrogén-oxid
  - T59.1 Kén-dioxid
  - T59.2 Formaldehid
  - T59.3 Könnygáz
  - T59.4 Klórgáz
  - T59.5 Fluorgáz és hidrogén-fluorid
  - T59.6 Hidrogén-szulfid
  - T59.7 Szén-dioxid
  - T59.8 Egyéb meghatározott gázok, gőzök és párák
  - T59.9 K.m.n. gázok, gőzök és párák
- T60 Peszticidek toxikus hatása
  - T60.0 Szerves foszfát és karbamát inszekticidek
  - T60.1 Halogénezett inszekticidek
  - T60.2 Egyéb inszekticidek
  - T60.3 Herbicidek és fungicidek
  - T60.4 Rágcsálóirtó szerek
  - T60.8 Egyéb peszticidek
  - T60.9 K.m.n. peszticidek
- T61 Tengeri eredetű ártalmas élelmiszerek toxikus hatása
  - T61.0 Ciguatera hal által okozott mérgezés
  - T61.1 Scombroid hal által okozott mérgezés
  - T61.2 Egyéb hal és kagyló által okozott mérgezés
  - T61.8 Egyéb tengeri hal toxikus hatása
  - T61.9 K.m.n. tengeri hal toxikus hatása
- T62 Egyéb ételként elfogyasztott ártalmas anyagok toxikus hatása
  - T62.0 Ételként elfogyasztott gombák
  - T62.1 Ételként elfogyasztott bogyók
  - T62.2 Ételként elfogyasztott egyéb növények (növényi részek)
  - T62.8 Egyéb ételként elfogyasztott ártalmas anyagok
  - T62.9 Ételként elfogyasztott ártalmas anyag k.m.n.
- T63 Mérges állatok által okozott toxikus reakció
  - T63.0 Kígyóméreg
  - T63.1 Egyéb hüllők mérge
  - T63.2 Skorpióméreg
  - T63.3 Pókméreg
  - T63.4 Egyéb ízeltlábúak mérge
  - T63.5 Hal érintése által okozott toxikus reakció
  - T63.6 Egyéb tengeri állatok érintése által okozott toxikus reakció
  - T63.8 Egyéb mérges állatok által okozott toxikus reakció
  - T63.9 K.m.n. mérges állatok által okozott toxikus reakció
- T64 Aflatoxin és egyéb mycotoxin ételszennyezők toxikus hatása
- T65 Egyéb és k.m.n. anyagok toxikus hatása
  - T65.0 Cianidok
  - T65.1 Sztrichnin és sói
  - T65.2 Dohány és nikotin
  - T65.3 A benzol nitro- és amino-származékai és homológjai
  - T65.4 Szén-diszulfid
  - T65.5 Nitroglicerin és egyéb salétromsavak és észterek
  - T65.6 Festékek és színezőanyagok, m.n.o.
  - T65.8 Egyéb meghatározott anyagok toxikus hatása
  - T65.9 K.m.n. anyagok toxikus hatása

## Külső okok egyéb és k.m.n. hatásai (T66-T78)
- T66 Sugárhatás, k.m.n.
- T67 A hőség és a fény hatásai
  - T67.0 Hőguta és napszúrás
  - T67.1 Hő-syncope
  - T67.2 Hőgörcsök
  - T67.3 Hőkimerülés, anhydrotikus
  - T67.4 Hőkimerülés sóveszteség miatt
  - T67.5 Hőkimerülés, k.m.n.
  - T67.6 Hőfáradtság, múló
  - T67.7 Hővizenyő
  - T67.8 Egyéb hő- és fényhatások
  - T67.9 K.m.n. hő- és fényhatások
- T68 Hypothermia
- T69 A csökkent hőmérséklet egyéb hatásai
  - T69.0 Kéz- és láblehülés
  - T69.1 Fagydaganatok
  - T69.8 A csökkent hőmérséklet egyéb meghatározott hatásai
  - T69.9 A csökkent hőmérséklet k.m.n. hatása
- T70 A lég- és víznyomás hatásai
  - T70.0 Légnyomás bántalom a fülben
  - T70.1 Sinus barotrauma
  - T70.2 A nagy magasság egyéb és k.m.n. hatásai
  - T70.3 Keszonbetegség [dekompressziós betegség]
  - T70.4 Nagynyomású folyadékok hatásai
  - T70.8 A lég- és víznyomás egyéb hatásai
  - T70.9 A lég- és víznyomás k.m.n. hatásai
- T71 Megfulladás
- T73 Egyéb hiányok hatásai
  - T73.0 Az éhség hatásai
  - T73.1 A szomjazás hatásai
  - T73.2 Kimerülés kitettség miatt
  - T73.3 Kimerülés excesszív erőkifejtés miatt
  - T73.8 A depriváció (nélkülözés) egyéb hatásai
  - T73.9 A depriváció (nélkülözés) k.m.n. hatásai
- T74 Rossz bánásmód szindrómák
  - T74.0 Elhanyagolás vagy elhagyás
  - T74.1 Fizikai erőszak
  - T74.2 Nemi erőszak, abúzus
  - T74.3 Pszichológiai erőszak, abúzus
  - T74.8 Egyéb rossz bánásmód szindrómák
  - T74.9 Rossz bánásmód szindróma k.m.n.
- T75 Egyéb külső okok hatásai
  - T75.0 A villámlás hatásai
  - T75.1 Vízbefulladás és nem halálos elmerülés
  - T75.2 Vibrációs hatások
  - T75.3 Helyváltoztatási betegség
  - T75.4 Az elektromos áram hatásai
  - T75.8 Egyéb külső okok hatásai
- T78 Máshová nem osztályozott káros hatások
  - T78.0 Anaphylaxiás shock ártalmas táplálék miatt
  - T78.1 Egyéb ételmérgezés, m.n.o.
  - T78.2 Anaphylaxiás shock, k.m.n.
  - T78.3 Oedema angioneuroticum
  - T78.4 Allergia k.m.n.
  - T78.8 Egyéb káros hatások, m.n.o.
  - T78.9 Káros hatás, k.m.n.

## A trauma bizonyos korai szövődményei (T79)
- T79 A trauma bizonyos korai szövődményei, m.n.o.
  - T79.0 Légembólia (traumás)
  - T79.1 Zsírembólia (traumás)
  - T79.2 Traumás másodlagos és ismétlődő vérzés
  - T79.3 Sérülés utáni sebfertőzés, m.n.o.
  - T79.4 Traumás shock
  - T79.5 Traumás anuria
  - T79.6 Traumás izom-ischaemia
  - T79.7 Traumás bőr alatti emphysema
  - T79.8 A trauma egyéb korai szövődményei
  - T79.9 A trauma korai szövődményei, k.m.n.

## Az orvosi kezelés máshová nem osztályozott szövődményei (T80-T88)
- T80 Infúziót, transzfúziót és terápiás injekciót követő szövődmények
  - T80.0 Infúziót, transzfúziót és terápiás injekciót követő légembólia
  - T80.1 Infúziót, transzfúziót és terápiás injekciót követő érszövődmények
  - T80.2 Infúziót, transzfúziót és terápiás injekciót követő fertőzések
  - T80.3 AB0-inkompatibilitási reakció
  - T80.4 Rh-inkompatibilitási reakció
  - T80.5 Anaphylaxiás shock, szérum miatt
  - T80.6 Egyéb szérumreakciók
  - T80.8 Infúziót, transzfúziót és terápiás injekciót követő egyéb szövődmények
  - T80.9 Infúziót, transzfúziót és terápiás injekciót követő k.m.n. szövődmények
- T81 Eljárások szövődményei, m.n.o.
  - T81.0 Eljárás szövődményeként fellépő vérzés és vérömleny m.n.o.
  - T81.1 Kezelésből eredő, vagy kezelés alatt fellépő shock, m.n.o.
  - T81.2 A kezelés során véletlenül előidézett szúrás vagy szakítás
  - T81.3 A műtéti seb szétrepedése, m.n.o.
  - T81.4 Műtét utáni fertőzés, m.n.o.
  - T81.5 A kezelés során véletlenül visszahagyott idegentest
  - T81.6 A kezelés során véletlenül visszahagyott idegen anyagok heveny reakciója
  - T81.7 A beavatkozást követő érszövődmények, m.n.o.
  - T81.8 A kezelés egyéb szövődményei, m.n.o.
  - T81.9 A kezelés k.m.n. szövődményei
- T82 A protetikus szív- és éreszközök, implantátumok és graftok szövődményei
  - T82.0 A szívbillentyű protézis mechanikai szövődményei
  - T82.1 Elektromos szíveszköz mechanikai szövődményei
  - T82.2 A koszorúér bypass shunt és billentyű graftok mechanikai szövődményei
  - T82.3 Egyéb érgraftok mechanikai szövődményei
  - T82.4 A dialízis érkatéter mechanikai szövődményei
  - T82.5 Egyéb szív- és éreszközök és implantátumok mechanikai szövődményei
  - T82.6 Fertőzés és gyulladásos reakció protetikus szívbillentyű miatt
  - T82.7 Fertőzés és gyulladásos reakció egyéb szív- és éreszközök, implantátumok és graftok miatt
  - T82.8 A protetikus szív- és éreszközök, implantátumok és graftok egyéb szövődményei
  - T82.9 A protetikus szív- és éreszközök, implantátumok és graftok k.m.n szövődményei
- T83 Protetikus húgy-ivarszervi eszközök, implantátumok és graftok szövődményei
  - T83.0 Az állandó húgycső katéter mechanikai szövődményei
  - T83.1 Egyéb húgy-ivarszervi eszközök és implantátumok mechanikai szövődményei
  - T83.2 Húgyszervek graftjának mechanikai szövődményei
  - T83.3 Méhűri fogamzásgátló eszközök mechanikai szövődményei
  - T83.4 Egyéb ivarszervi protetikus eszközök, implantátumok és graftok mechanikai szövődményei
  - T83.5 Fertőzés és gyulladásos reakció húgyszervi protetikus eszközök, implantátumok és graftok miatt
  - T83.6 Fertőzés és gyulladásos reakció ivarszervi protetikus eszközök, implantátumok és graftok miatt
  - T83.8 Protetikus húgyivarszervi eszközök, implantátumok és graftok egyéb szövődményei
  - T83.9 Protetikus húgyivarszervi eszközök, implantátumok és graftok k.m.n. szövődményei
- T84 Belső protetikus ortopéd eszközök, implantátumok és graftok szövődményei
  - T84.0 Belső ízületi protézisek mechanikai szövődményei
  - T84.1 Végtagcsontok belső fixációs eszközeinek mechanikai szövődményei
  - T84.2 Egyéb csontok belső fixációs eszközeinek mechanikai szövődményei
  - T84.3 Egyéb csonteszközök implantátumok és graftok mechanikai szövődményei
  - T84.4 Egyéb belső ortopéd eszközök, implantátumok és graftok mechanikai szövődményei
  - T84.5 Fertőzés és gyulladásos reakció belső ízületprotézis miatt
  - T84.6 Fertőzés és gyulladásos reakció belső fixációs eszköz miatt [bármely helyen]
  - T84.7 Fertőzés és gyulladásos reakció egyéb belső ortopéd protetikus eszközök, implantátumok és graftok miatt
  - T84.8 Belső protetikus eszközök, implantátumok és graftok egyéb szövődményei
  - T84.9 Belső ortopéd protetikus eszközök, implantátumok és graftok k.m.n. szövődményei
- T85 Egyéb belső protetikus eszközök, implantátumok és graftok szövődményei
  - T85.0 Agykamrai shunt mechanikai szövődményei
  - T85.1 Beültetett elektromos idegrendszeri stimulátor mechanikai szövődményei
  - T85.2 Intraoculáris lencsék mechanikai szövődményei
  - T85.3 Egyéb szemüregbe átültetett, implantált protetikus eszköz mechanikai szövődményei
  - T85.4 Emlőprotézis és -implantátum mechanikai szövődményei
  - T85.5 Gastrointestinális protetikus eszközök, implantátumok és graftok mechanikai szövődményei
  - T85.6 Egyéb megjelölt belső protetikus eszközök, implantátumok és graftok mechanikai szövődményei
  - T85.7 Fertőzés és gyulladásos reakció egyéb belső protetikus eszközök, implantátumok és graftok miatt
  - T85.8 Belső protetikus eszközök, implantátumok és graftok miatti egyéb, m.n.o. szövődmények
  - T85.9 Belső protetikus eszközök, implantátumok és graftok k.m.n. szövődményei
- T86 Transzplantátum-elégtelenség és kilökődés
  - T86.0 Csontvelő-transzplantátum kilökődés
  - T86.1 Vese-transzplantátum elégtelenség és kilökődés
  - T86.2 Szív-transzplantátum elégtelenség és kilökődés
  - T86.3 Szív-tüdő transzplantátum elégtelenség és kilökődés
  - T86.4 Máj-transzplantátum elégtelenség és kilökődés
  - T86.8 Egyéb transzplantált szervek, szövetek elégtelensége és kilökődése
  - T86.9 K.m.n. transzplantátum elégtelenség és kilökődés
- T87 Visszaültetett végtagra vagy amputációs csonkra jellemző szövődmények
  - T87.0 A visszaültetett felső végtag(rész) szövődményei
  - T87.1 A visszaültetett alsó végtag(rész) szövődményei
  - T87.2 Egyéb visszaültetett testrészek szövődményei
  - T87.3 Az amputációs csonk neuromája
  - T87.4 Az amputációs csonk infectiója
  - T87.5 Az amputációs csonk necrosisa
  - T87.6 Az amputációs csonk egyéb és k.m.n. szövődménye
- T88 Az orvosi kezelés máshová nem osztályozott szövődményei
  - T88.0 Immunizációt követő fertőzések
  - T88.1 A vakcinációt követő egyéb szövődmények m.n.o.
  - T88.2 Shock anaesthesia miatt
  - T88.3 Malignus hyperpyrexia anaesthesia miatt
  - T88.4 Elégtelen vagy nehéz intubatio
  - T88.5 Az anaesthesia egyéb szövődményei
  - T88.6 Anaphylaxiás shock helyesen adagolt, megfelelő gyógyszer káros hatása miatt
  - T88.7 Gyógyszerek k.m.n. káros hatása
  - T88.8 Az orvosi ellátás egyéb megjelölt szövődményei m.n.o.
  - T88.9 Az orvosi ellátás k.m.n. szövődményei

## A sérülések, mérgezések és egyéb külső hatások következményeinek maradványállapotai (T90-T98)
- T90 A fejsérülés maradványállapotai
  - T90.0 A fej felszíni sérülésének maradványállapota
  - T90.1 A fej nyílt sebének maradványállapota
  - T90.2 A koponya és az arccsontok törésének maradványállapota
  - T90.3 Az agyidegek sérülésének maradványállapota
  - T90.4 A szem és az orbita sérülésének maradványállapota
  - T90.5 A koponyaűri sérülés maradványállapota
  - T90.8 Egyéb megjelölt fejsérülések maradványállapota
  - T90.9 K.m.n. fejsérülések maradványállapota
- T91 A nyak- és törzssérülés maradványállapotai
  - T91.0 A nyak és törzs felszíni sérülésének és nyílt sebének maradványállapota
  - T91.1 A gerinc törésének maradványállapotai
  - T91.2 A mellkas és a medence egyéb töréseinek maradványállapotai
  - T91.3 A gerincagy sérülésének maradványállapotai
  - T91.4 A mellkas belső sérülésének maradványállapotai
  - T91.5 A hasűri és medencei szervek belső sérülésének maradványállapotai
  - T91.8 A nyak és a törzs egyéb megjelölt sérüléseinek maradványállapotai
  - T91.9 A nyak és a törzs k.m.n. sérülésének maradványállapotai
- T92 Felsővégtag-sérülés maradványállapotai
  - T92.0 A felső végtagok nyílt sebének maradványállapotai
  - T92.1 A kar törésének maradványállapotai
  - T92.2 A csukló és a kéz törésének maradványállapotai
  - T92.3 A felső végtagok ficamának, rándulásának és húzódásának maradványállapotai
  - T92.4 A felső végtag idegei sérülésének maradványállapotai
  - T92.5 A felső végtag izom- és ínsérülésének maradványállapotai
  - T92.6 A felső végtag zúzódásának és traumás amputációjának maradványállapotai
  - T92.8 A felső végtag egyéb megjelölt sérülésének maradványállapotai
  - T92.9 A felső végtag k.m.n. sérülésének maradványállapotai
- T93 Alsóvégtag-sérülés maradványállapotai
  - T93.0 Az alsó végtag nyílt sérülésének maradványállapotai
  - T93.1 A combcsont törésének maradványállapotai
  - T93.2 Az alsó végtag egyéb törésének maradványállapotai
  - T93.3 Az alsó végtag ficamának, rándulásának és húzódásának maradványállapotai
  - T93.4 Az alsó végtag idegei sérülésének maradványállapotai
  - T93.5 Az alsó végtag izom- és ínsérülésének maradványállapotai
  - T93.6 Az alsó végtag összezúzódásának és traumás amputációjának maradványállapotai
  - T93.8 Az alsó végtag egyéb megjelölt sérülésének maradványállapotai
  - T93.9 Az alsó végtag k.m.n. sérülésének maradványállapotai
- T94 Több vagy meghatározatlan testtáj sérülésének maradványállapotai
  - T94.0 Több testtájat érintő sérülések maradványállapotai
  - T94.1 K.m.n. lokalizációjú sérülések maradványállapotai
- T95 Égési sérülések, maródások és fagyás maradványállapotai
  - T95.0 A fej és a nyak égési sérülésének, maródásának és fagyásának maradványállapotai
  - T95.1 A törzs égési sérülésének, maródásának vagy fagyásának maradványállapota
  - T95.2 A felső végtag égési sérülésének, maródásának vagy fagyásának maradványállapotai
  - T95.3 Az alsó végtag égési sérülésének, maródásának vagy fagyásának maradványállapotai
  - T95.4 A megégett és maródott testfelület kiterjedése szerint osztályozott égési sérülés vagy fagyás maradványállapotai
  - T95.8 Egyéb megjelölt égési sérülés, maródás vagy fagyás maradványállapotai
  - T95.9 K.m.n. égési sérülés, maródás vagy fagyás maradványállapotai
- T96 Kábítószerek, gyógyszerek és biológiai anyagok okozta mérgezés maradványállapotai
- T97 Elsősorban nem gyógyszerként használt anyagok okozta mérgezés maradványállapotai
- T98 Külső hatások egyéb és k.m.n. következményeinek maradványállapotai
  - T98.0 Testnyílásokon át bejutott idegentest maradványállapotai
  - T98.1 Külső hatások egyéb és k.m.n. következményeinek maradványállapotai
  - T98.2 Trauma bizonyos korai szövődményeinek maradványállapotai
  - T98.3 Az orvosi és sebészi kezelés szövődményeinek maradványállapotai, m.n.o.

| Sorszám | Főcsoport                                                                                                | BNO kódok |
| ------- | --- | --------- |
| 01      | BNO-10-01 – Fertőző és parazitás betegségek                                                              | A00–B99   |
| 02      | BNO-10-02 – Daganatok                                                                                    | C00–D48   |
| 03      | BNO-10-03 – A vér és a vérképző szervek betegségei és az immunrendszert érintő bizonyos rendellenességek | D50–D89   |
| 04      | BNO-10-04 – Endokrin, táplálkozási és anyagcsere betegségek                                              | E00–E90   |
| 05      | BNO-10-05 – Mentális és viselkedészavarok                                                                | F00–F99   |
| 06      | BNO-10-06 – Az idegrendszer betegségei                                                                   | G00–G99   |
| 07      | BNO-10-07 – A szem és függelékeinek betegségei                                                           | H00–H59   |
| 08      | BNO-10-08 – A fül és a csecsnyúlvány megbetegedései                                                      | H60–H95   |
| 09      | BNO-10-09 – A keringési rendszer betegségei                                                              | I00–I99   |
| 10      | BNO-10-10 – A légzőrendszer betegségei                                                                   | J00–J99   |
| 11      | BNO-10-11 – Az emésztőrendszer betegségei                                                                | K00–K93   |
| 12      | BNO-10-12 – A bőr és bőralatti szövet betegségei                                                         | L00–L99   |
| 13      | BNO-10-13 – A csont-izomrendszer és kötőszövet betegségei                                                | M00–M99   |
| 14      | BNO-10-14 – Az urogenitális rendszer megbetegedései                                                      | N00–N99   |
| 15      | BNO-10-15 – Terhesség, szülés és a gyermekágy                                                            | O00–O99   |
| 16      | BNO-10-16 – A perinatális szakban keletkező bizonyos állapotok                                           | P00–P96   |
| 17      | BNO-10-17 – Veleszületett rendellenességek, deformitások és kromoszómaabnormitások                       | Q00–Q99   |
| 18      | BNO-10-18 – Máshova nem osztályozott panaszok, tünetek és kóros klinikai és laboratóriumi leletek        | R00–R99   |
| 19      | BNO-10-19 – Sérülés, mérgezés és külső okok bizonyos egyéb következményei                                | S00–T98   |
| 20      | BNO-10-20 – A morbiditás és mortalitás külső okai                                                        | V01–Y98   |
| 21      | BNO-10-21 – Az egészségi állapotot és egészségügyi szolgálatokkal való kapcsolatot befolyásoló tényezők  | Z00–Z99   |
| (22)    | BNO-10-22 – Speciális kódok                                                                              | U00–U99   |